# Vilmos Gryllus
Vilmos Gryllus (ur. 28 października 1951 roku w Budapeszcie) – węgierski piosenkarz, muzyk i kompozytor.

## Życiorys

### Wczesne lata
Vilmos Gryllus jest starszym synem Vilmosa Gryllusa i Évy Fogarassy. Ma brata, Dániela Gryllusa, który też jest członkiem zespołu Kaláka.
W 1976 roku Gryllus ukończył studia na Wydziale Architektury Uniwersytetu Techniczno-Ekonomicznego w Budapeszcie.

### Kariera
W 1969 roku założył zespół o nazwie Kaláka, który stworzył razem z bratem Dánielem, Istvánem Mikó i Balázsem Radványim. W 1980 roku prowadził audycję radiową Ki kopog? wspólnie z Péterem Leventem i Ildikó Döbrentey. W 1991 roku razem z Leventem stworzył program telewizyjny dla dzieci Égbőlpottyant mesék. W 1995 roku razem z bratem wydał płytę studyjną zatytułowaną A hegyi beszéd. 
W 1994 roku ukazał się solowy album studyjny Gryllusa zatytułowany Csigahéj. W 1998 roku premierę miały dwie płyty długogrające piosenkarza: Dalok 1. i Dalok 2.. W 2002 roku wydał on nowy krążek studyjny zatytułowany Maszkabál.
W 2010 roku nagrał album studyjny zatytułowany Halld meg szavaimat isten!, który stworzył razem z Dánielem Gryllusem i Mártą Sebestyén.

## Dyskografia

### Albumy studyjne
- Volt egyszer volt egy kis zsidó: Jiddis népdalok Kányádi Sándor fordításában (1991; z Dánielem Gryllusem, Gergelym Sárközym i Szilvią Tihanyi)
- Csigahéj (1994)
- A hegyi beszéd (1995; z Dánielem Gryllusem)
- Dalok 1. (1998)
- Dalok 2. (1998)
- Maszkabál (2002)
- Halld meg szavaimat isten! (2010; z Dánielem Gryllusem i Mártą Sebestyén)